# Ponte da Lezíria
Ponte da Lezíria ist eine gevoutete Hohlkasten-Balkenbrücke in Portugal. Sie überspannt den Tejo und den Rio Sorraia zwischen Carregado, Distrikt Lissabon und Benavente, Distrikt Santarém.
Die Brücke ermöglicht dem Nord-Süd-Verkehr ein Ausweichen um das Stadtgebiet von Lissabon. Das Bauwerk wird für dreimal drei Fahrstreifen der Autobahn A10 genutzt. Für die einfache Überfahrt wird eine Maut von 1,15 € erhoben.
Die Gesamtlänge des im Freivorbau aus Spannbeton errichteten Brückenbauwerks beträgt rund 12 km, davon entfallen etwa 1700 m auf die nördliche und 9230 auf die südliche Brückenrampe. Das Hauptbauwerk hat eine Länge von 972 m. Die Spannweiten sind zweimal 95 m, 127 , 133 und viermal 130 m.
Insgesamt wurden 400.000 m³ Beton und 45.000 Tonnen Stahl verbaut. Die Brücke wurde am 8. Juli 2007 durch den portugiesischen Ministerpräsidenten José Sócrates eingeweiht.